# Curlew River
Curlew River — A Parable for Church Performance, Op. 71 es la primera de las tres parábolas para iglesia con música de Benjamin Britten y libreto en inglés de William Plomer, que a su vez estaba basado en una obra de teatro noh, Sumidagawa (río Sumida), de Juro Motomasa (1395–1431), que Britten vio durante una visita a Japón y el Extremo Oriente a principios del año 1956.  Más allá del material dramático original noh, Britten incorporó elementos del tratamiento noh del tiempo teatral en su composición.
El libreto es obra de William Plomer, quien tradujo la ambientación del original a una parábola cristiana, ambientada a principios de los tiempos medievales cerca del Curlew River, un ficticio río Curlew, en Los Fens de East Anglia.  La acción se centra en la Mujer loca - una marginada social.  Este tema es común a la mayor parte de las obras dramáticas de Britten: Peter Grimes, Billy Budd, Otra vuelta de tuerca y Owen Wingrave todas se centran en un protaginista marginado.    
Curlew River marcó un distanciamiento en su estilo para la mayor parte de la vida creativa del compositor, señalando el camino hacia Owen Wingrave, Muerte en Venecia y el Tercer cuarteto de cuerdas. 
Bajo la dirección de Colin Graham, la obra se estrenó el 13 de junio de 1964 en Orford Church, Suffolk, Inglaterra, por el English Opera Group. El elenco original incluyó a cantantes habituales de Britten como Peter Pears y Bryan Drake.
Curlew River se representa poco; en las estadísticas de Operabase aparece la n.º 207 de las óperas representadas en 2005-2010, siendo la 24.ª en el Reino Unido y la novena de Britten, con 13 representaciones en el período.

## Personajes
| Personaje                                                                                      | Tesitura | Elenco del estreno, 13 de junio de 1964 (Director: ninguno) |
| ---------------------------------------------------------------------------------------------- | -------- | ----------------------------------------------------------- |
| Mujer loca                                                                                     | tenor    | Peter Pears                                                 |
| Barquero                                                                                       | barítono | John Shirley-Quirk                                          |
| Viajero                                                                                        | barítono | Bryan Drake.                                                |
| Espíritu del niño                                                                              | tiple    | Robert Carr, Bruce Webb                                     |
| Abad                                                                                           | bajo     | Don Garrard                                                 |
| Tres ayudantes (acólitos); coro de ocho peregrinos (tres tenores, tres barítonos y dos bajos). |          |                                                             |

## Argumento
La historia se narra a través de cuatro personajes principales quienes, en el estilo del teatro noh, todos están representados por cantantes masculinos: el Abad (que actúa como un narrador), la Mujer loca, el Barquero y el Viajero. Un coro es proporcionado por ocho peregrinos.
Curlew River se abre, como hacen las otras dos parábolas de iglesia, con un himno procesional, al himno Te lucis ante terminum (Ante Ti antes de que termine el día), en la que todos los intérpretes, incluyendo los músicos, entran en la zona de representación y toman sus lugares.  A una señal del órgano, el Abad, que actúa como narrador, presenta el "misterio".  Le sigue una ceremonia pausada con majestuoso acompañamiento instrumental, después de lo cual comienza la obra.  
La Mujer Loca y el Viajero desean cruzar el río Curlew en el bote del Barquero. Después de presentarse brevemente, la Mujer loca explica su búsqueda: está buscando a su hijo que ha desaparecido hacía un año. Aunque el Barquero al principio es inicialmente reacio a llevar a la Mujer loca, los otros personajes tienen lástima de ella y convencen al Barquero para que la lleve. Mientras cruza a la Mujer loca y al Viajero, cuenta la historia de un niño que, hace un año, llegó a la zona con un cruel dueño que lo secuestró de su casa cerca de las Black Mountains (que es de donde procede la Mujer Loca). El niño estaba enfermo, y fue abandonado por su dueño cerca del río. Aunque los lugareños lo cuidaron, murió. El Barquero recuerda las palabras del niño:
Sé que estoy muriendo... Por favor, enterradme aquí, junto al sendero que va a esta capilla. Luego, si los viajeros de mi querido país pasan por aquí, sus sombras caerán sobre mi tumba, y plantad un tejo en recuerdo mío.
La gente del río cree que la tumba del niño es sagrada, que:
...allí hay alguna gracia especial, que cura la enfermedad del cuerpo y del alma
Mientras el Barquero narra esta historia, queda claro que el niño muerto que murió hace un año es el hijo de la Mujer loca. Destrozada al saber esto, se une al resto del elenco en alabanza junto a la tumba del niño. En el momento climático cuando todos los hombres cantan juntos, la voz del niño (un tiple) se oye haciendo eco, y su espíritu aparece por encima de la tumba para asegurar a su madre:
Ve en paz, madre. Los muertos se alzarán, y en ese día bendito, nos encontraremos en el cielo
En este punto, la Mujer loca es redimida y desaparece su locura.  Britten representa el momento con la Mujer loca lanzando un alegre "Amen", cuya nota final pasa a un unísono largamente dilatado con todo el elenco - una señal de regreso y aceptación.
Aquí vuelve la ceremonia musical, como al comienzo y los intérpretes vuelven a sus ropas normales. El Abad reitera la moral y despide a la audiencia.  Todo el elenco entonces vuelve a la misma canción sencilla con la que empezó la obra.

## Música
En la interpretación del estreno entre los instrumentalistas estuvieron el flautista Richard Adeney, el intérprete de trompa Neill Sanders, el violinista Cecil Aronowitz, Stuart Knussen (doble bajo), el arpista Osian Ellis, el organista Philip Ledger y el percusionista James Blades.
Los cantantes están acompañados por un grupo pequeño de instrumentalistas, vestidos como hermanos laicos. La obra está pensada para:
- Flauta (doble piccolo)
- Trompa
- Viola
- Doble bajo
- Arpa
- Percusión (5 pequeños tambores sin afinar, 5 campanillas, 1 gran gong afinado)
- Órgano de cámara

Inusualmente, no hay director en la obra: en lugar de ello, los intérpretes instrumentalistas se guían entre ellos, los lugares en que el instrumento va a liderar queda marcado en la partitura. La falta de un director permitió a Britten dispensar con un tempo universal, los intérpretes a menudo en lugar de ello tocando en dos grupos o más separados con tempi diferentes, comparables al sonido de la música de un conjunto Nobayashi en las obras de teatro noh. Esto lleva a otro truco de notas inusual, el "Curlew sign", que se usa para volver a sincronizar grupos previamente separados de músicos instruyendo a uno para sostener o repetir notas "ad lib"hasta que un momento dado se ha alcanzado en la música de otro grupo. La parte de arpa está intensamente influido por la música para koto y la parte de órgano de cámara representa un amplio uso de ramos tonales, que derivan del the shō, un antiguo órgano de boca japonés usado en la música de corte gagaku. Britten se había familiarizado con este instrumento mientras estuvo dos semanas en Japón en febrero de 1956.
La técnica compositiva principal de Britten en Curlew River es heterofonía, que usa hasta un efecto dramático extraordinario. Afecta a todos los aspectos de la composición de la obra, con texturas derivadas de emparejamientos cortos y decorativos, o largas capas de melodía desincronizadas. Debe señalarse que la sencilla canción inaugural ('Te lucis ante terminum') sugiere muchas de las formas melódicas a través de la parábola.  
Como en muchas otras obras dramáticas de Britten, los instrumentos individuales se usan para simbolizar a personajes en particular. En Curlew River, la flauta y la trompa se usan de la manera más clara para este propósito, simbolizando a la Mujer loca y el Barquero, respectivamente. Con una orquesta tan pequeña, Britten no usa los "mundos de sonido" que son claramente demostrados en su Réquiem de guerra y El sueño de una noche de verano, ni el cambio dramático en timbre orquestal (con la entrada de la celesta) que acompaña las apariciones de Quint en Otra vuelta de tuerca o Tadzio en Muerte en Venecia.

## Grabaciones
El propio Britten y Viola Tunnard supervisaron la primera grabación comercial de la obra, para Decca (Decca SET 301), con los siguientes cantantes:
- Mujer loca: Peter Pears
- Barquero: John Shirley-Quirk
- Abad: Harold Blackburn
- Viajero: Bryan Drake
- Voz del espíritu: Bruce Webb
- Los peregrinos: Edmund Bohan, Edgar Boniface, Patrick Healy, Michael Kehoe, Peter Leeming, William McKinney, David Reed, Gerald Stern, Robert Tasman

Fuente: Grabaciones de Curlew River en operadis-opera-discography.org.uk
"Cat:" se refiere al número de catáloga del sello discográfico.

## Nots y referencias
Notas
- Esta obra contiene una traducción  derivada de «Curlew River» de Wikipedia en inglés, publicada por sus editores bajo la Licencia de documentación libre de GNU y la Licencia Creative Commons Atribución-CompartirIgual 4.0 Internacional.

1. ↑  Guía visual de la Ópera, Espasa.
2. ↑  Riding, Alan; Dunton-Downer, Leslie (2008). «Ópera moderna». Guías visuales Espasa: Ópera (1.ª edición). Espasa Calpe, S.A. p. 400. ISBN 978-84-670-2605-4.
3. ↑  Britten-Pears Foundation
4. ↑  Bayan Northcott, "Schoenberg and after".  The Independent, 1 de marzo de 2002. Archivado el 27 de septiembre de 2007 en Wayback Machine.
5. ↑  Alan Blyth, Obituario por Colin Graham.  The Guardian, 10 de abril de 2007.
6. ↑  Elizabeth Forbes, Obituario por Bryan Drake.  The Independent, 2 de enero de 2002
7. ↑  Memories cita: "Curlew River tuvo más tiempo de ensayo que ninguna otra obra nueva en la que yo haya intervenido nunca….Yo paseaba por la iglesia (de Orford) a los arruinados arcos normandos en el patio y me quedaría en pie con la mente en blanco, sintiéndome relajado y feliz. Una extraña cualidad de la música, el canto llano, y los repetidos ensayos, me tranquilizaron hasta un inusual estado calmado. ... Paseaba al sol fuera o me sentaba en un banco de la fresca iglesia vacía, encajando con la música tranquila del Curlew River, que aún sonaba calladamente en mi mente."
8. ↑  David Corkhill, Obituario por James Blades.  The Guardian, 29 de mayo de 1999.
9. ↑  Christopher J. Thomas, "The Church Parables".  The Opera Quarterly, 4(3), 178 (1986).

Fuentes
- Holden, Amanda (Ed.), The New Penguin Opera Guide, Nueva York: Penguin Putnam, 2001. ISBN 0-14-029312-4
- Warrack, John y West, Ewan, The Oxford Dictionary of Opera Nueva York: OUP: 1992 ISBN 0-19-869164-5

Licencia